# Campionati europei di atletica leggera 2018 - 1500 metri piani maschili
I 1500 metri piani maschili ai campionati europei di atletica leggera 2018 si sono svolti tra l'8 e il 10 agosto 2018.

## Podio
| Oro     | Jakob Ingebrigtsen Norvegia |
| Argento | Marcin Lewandowski Polonia  |
| Bronzo  | Jake Wightman Gran Bretagna |

## Record
Prima di questa competizione, il record del mondo (RM), il record europeo (EU) ed il record dei campionati (RC) erano i seguenti:
| Record                | Prestazione | Atleta                     | Data                                        | Competizione |
| --------------------- | ----------- | -------------------------- | ------------------------------------------- | ------------ |
| Record mondiale       | 3'26"00     | Hicham El Guerrouj Marocco | 14 luglio 1998 Roma, Italia                 |              |
| Record europeo        | 3'28"81     | Mo Farah Gran Bretagna     | 19 luglio 2013 Monaco, Principato di Monaco |              |
| Record dei campionati | 3'35"27     | Fermín Cacho Spagna        | 9 agosto 1994 Helsinki, Finlandia           | Europei 1994 |

## Risultati

### 1º turno
Passano alla finale i primi tre atleti di ogni batteria (Q) e i tre atleti con i migliori tempi tra gli esclusi (q).
| Pos. | Batteria | Nome                      | Nazionalità   | Tempo   | Note |
| ---- | -------- | ------------------------- | ------------- | ------- | ---- |
| 1    | 3        | Jake Wightman             | Gran Bretagna | 3'40"73 | Q    |
| 2    | 2        | Marcin Lewandowski        | Polonia       | 3'40"74 | Q    |
| 3    | 2        | Charlie Grice             | Gran Bretagna | 3'40"80 | Q    |
| 4    | 3        | Jakob Ingebrigtsen        | Norvegia      | 3'40"81 | Q    |
| 5    | 3        | Joao Bussotti             | Italia        | 3'40"87 | Q    |
| 6    | 2        | Filip Ingebrigtsen        | Norvegia      | 3'40"88 | Q    |
| 7    | 3        | Simas Bertasius           | Lituania      | 3'40"95 | q    |
| 8    | 2        | Timo Benitz               | Germania      | 3'41"01 | q    |
| 9    | 3        | Ismael Debjani            | Belgio        | 3'41"09 | q    |
| 9    | 2        | Mohad Abdikadar Sheik Ali | Italia        | 3'41"09 | q    |
| 11   | 2        | Kalle Berglund            | Svezia        | 3'41"25 |      |
| 12   | 3        | Simon Denissel            | Francia       | 3'41"67 |      |
| 13   | 3        | Elmar Engholm             | Svezia        | 3'42"01 |      |
| 14   | 3        | Marius Probst             | Germania      | 3'42"37 |      |
| 15   | 2        | Isaac Kimeli              | Belgio        | 3'42"77 |      |
| 16   | 3        | Jan Hochstrasser          | Svizzera      | 3'42"80 |      |
| 17   | 2        | Adrián Ben                | Spagna        | 3'42"81 |      |
| 18   | 3        | Tamas Kazi                | Ungheria      | 3'42"98 |      |
| 19   | 2        | Amine Khadiri             | Cipro         | 3'45"97 |      |
| 20   | 1        | Chris O’Hare              | Gran Bretagna | 3'49"06 | Q    |
| 21   | 1        | Homiyu Tesfaye            | Germania      | 3'49"28 | Q    |
| 22   | 1        | Henrik Ingebrigtsen       | Norvegia      | 3'49"54 | Q    |
| 23   | 1        | Johan Rogestedt           | Svezia        | 3'49"73 |      |
| 24   | 1        | Jakub Holuša              | Rep. Ceca     | 3'49"82 |      |
| 25   | 1        | Charles Grethen           | Lussemburgo   | 3'49"97 |      |
| 26   | 1        | Ferdinand Kvan Edman      | Norvegia      | 3'50"26 |      |
| 27   | 1        | Baptiste Mischler         | Francia       | 3'50"96 |      |
| 28   | 2        | Alexis Miellet            | Francia       | 3'51"61 |      |
| 29   | 1        | Wolodymyr Kyz             | Ucraina       | 3'52"77 |      |
| 30   | 1        | Peter Callahan            | Belgio        | 3'54"23 |      |
| 31   | 2        | Benjamin Kovacs           | Ungheria      | 3'54"29 |      |
| 32   | 3        | Harvey Dixon              | Gibilterra    | 3'54"70 |      |
| 33   | 1        | Dario Ivanovski           | Macedonia     | 3'57"52 |      |
| 34   | 1        | Carlos Gomez              | Andorra       | 4'00"02 |      |

### Finale
| Pos. | Nome                      | Nazionalità   | Tempo   | Note |
| ---- | ------------------------- | ------------- | ------- | ---- |
|      | Jakob Ingebrigtsen        | Norvegia      | 3'38"10 |      |
|      | Marcin Lewandowski        | Polonia       | 3'38"14 |      |
|      | Jake Wightman             | Gran Bretagna | 3'38"25 |      |
| 4    | Henrik Ingebrigtsen       | Norvegia      | 3'38"50 |      |
| 5    | Charlie Grice             | Gran Bretagna | 3'38"65 |      |
| 6    | Simas Bertasius           | Lituania      | 3'39"04 |      |
| 7    | Timo Benitz               | Germania      | 3'39"28 |      |
| 8    | Ismael Debjani            | Germania      | 3'39"48 |      |
| 9    | Chris O’Hare              | Gran Bretagna | 3'39"53 |      |
| 10   | Mohad Abdikadar Sheik Ali | Italia        | 3'39"95 |      |
| 11   | Joao Bussotti             | Italia        | 3'41"31 |      |
| 12   | Filip Ingebrigtsen        | Norvegia      | 3'41"66 |      |
| 13   | Homiyu Tesfaye            | Germania      | 3'47"83 |      |